# Riegeler Bier
Riegeler Bier, la cerveza de Riegel, fue originalmente elaborada en Riegel en Baden-Wurtemberg, Alemania. En 2003 su fabricación fue trasladada a Donaueschingen y en 2006 la empresa inmobiliaria Gisinger de Friburgo adquirió el recinto de la cervecería y convirtió el complejo de edificios en lofts. En un edificio del complejo se encuentra el Pabellón de Arte Messmer.

## Vistas de la antigua cervecería en Riegel
|  |
|  |

|  |
|  |

|  |
|  |

## Lectura
- Goce de cerveza refresca el corazón - desde hace 175 años. (enlace roto disponible en Internet Archive; véase el historial, la primera versión y la última).
- Patrimonio industrial Cervecería de Riegel restaurado por empresa inmobiliaria para 32 millones euro. (enlace roto disponible en Internet Archive; véase el historial, la primera versión y la última).
- En Riegel abre el Pabellón de Arte. (enlace roto disponible en Internet Archive; véase el historial, la primera versión y la última).
- Un símbolo es restituido. (enlace roto disponible en Internet Archive; véase el historial, la primera versión y la última).
- Donde cervecerías se convirtieron en fortalezas. (enlace roto disponible en Internet Archive; véase el historial, la primera versión y la última).
- Lofts de Riegel (enlace roto disponible en Internet Archive; véase el historial, la primera versión y la última).

- Datos: Q2152135
- Multimedia: Riegeler Brauerei / Q2152135